# 경북고등학교
경북고등학교(慶北高等學校)는 대한민국 대구광역시 수성구 황금동에 있는 공립 남자 고등학교이다.

## 학교 연혁
- 1916년 5월 16일 : 대구고등보통학교 관제 반포, 관립고등보통학교로 정식 개교, 학교 위치를 대구부 동본동으로 정하고 구 협성학교이던 대구 향교 부속 건물을 수리하여 개교식 거행(학생수 1, 2학년 121명)
- 1917년 12월 16일 : 대봉동 신축 교사로 이전
- 1925년 4월 1일 : 교명을 ‘대구공립고등보통학교’ 로 개칭(관제 변경으로 학교운영이 경북도로 이관됨)
- 1938년 4월 1일 : 교명을 ‘경북공립중학교’ 로 개칭
- 1943년 4월 1일 : 수업 연한 4년으로 단축(일제 징병제 실시)
- 1946년 9월 1일 : 학제 변경으로 수업 연한 6년으로 됨
- 1946년 12월 1일 : 경북 도립 사범과 부설, 교가 제정
- 1947년 7월 20일 : 부설 사범과 졸업과 동시 폐지
- 1950년 5월 30일 : 교명을 ‘대구고등학교’ 로 개칭하고 경북중학교와 분립
- 1950년 6월 24일 : 대구고등학교 개교식 거행, 조귀순 교장이 대구고등학교 교장 겸임
- 1950년 6월 25일 : 교명 ‘대구고등학교’ 를 ‘경북고등학교’ 로 개칭
- 1951년 4월 1일 : 교명 ‘경북고등학교’를 ‘대구고등학교’ 로 변경
- 1951년 7월 13일 : 학제 변경으로 중학 6, 4, 3년생이 동시 졸업
- 1951년 9월 17일 : 조귀순 대구고등학교 초대 교장 취임
- 1953년 9월 4일 : 교명 ‘대구고등학교’ 를 ‘경북고등학교’ 로 변경
- 1954년 6월 5일 : 고등학교는 대명동의 현 대구고등학교의 위치로 교사 신축 이전
- 1954년 7월 1일 : 교지 ‘경맥’ 창간호 발간
- 1975년 4월 5일 : 경북고등학교 부설 방송통신고등학교 개교
- 1984년 12월 20일 : 신축 교사 준공
- 1985년 1월 15일 : 신축 교사(수성구 황금동 9번지)로 이전
- 2001년 11월 15일 : 야구부 합숙소 개관식
- 2019년 3월 1일 : 제24대 정덕영 교장 취임
- 2022년 1월 24일 : 제103회 졸업식(350명, 졸업생 누계 53,382명)
- 2022년 3월 2일 : 제106회 입학식(신입생 271명)

## 참고 자료
- 경북고등학교 - 한국교육학술정보원 학교알리미